# 얼음 호텔

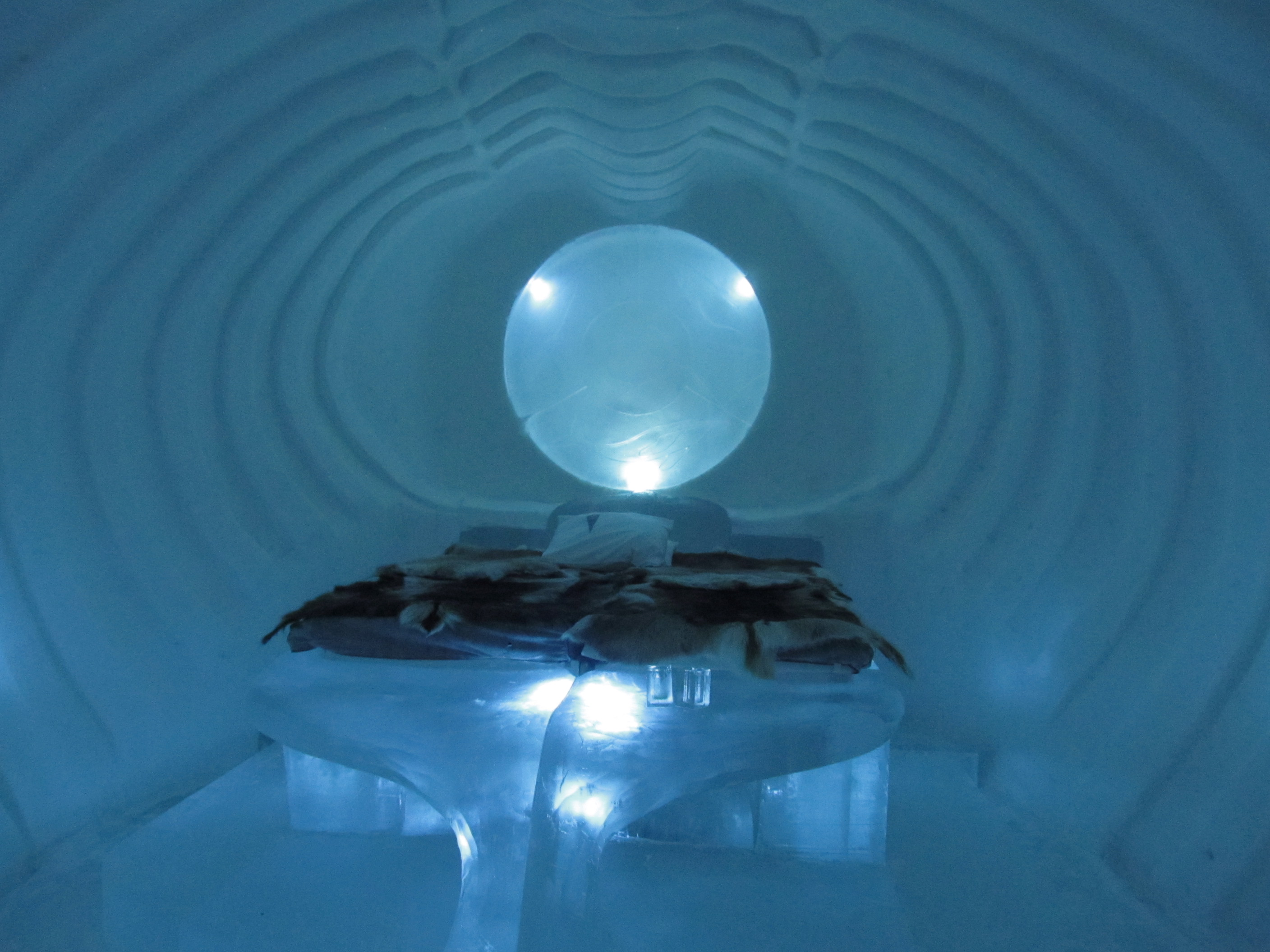
스웨덴 유카스예르비에 위치한 얼음 호텔

얼음 호텔 또는 아이스 호텔(영어: Ice hotel)은 눈과 조각된 블록의 얼음으로 만들어진 일시적인 호텔이다.

## 같이 보기
- 아이스 로드
- ICIUM
- 눈축제